# Реакция Черняка — Айнхорна
Реакция Черняка — Айнхорна (англ. Tscherniac — Einhorn reaction) — введение аминометильной группы в ароматические циклы или в активированные метиленовые группы в присутствии серной кислоты.
Кроме N-оксиметиламидов в эту реакцию также вступают диокисметильные производные карбамида, амида янтарной кислоты. Амидометилируются ароматические соединения ряда бензола, нафталина, антрацена, амины, амиды и соединения с активированной метиленовой группой. Исходные метилоамиды получают оксиметилирование амидов формальдегидом в присутствии оснований.